# كلام تفرسي
الكلام التفرسي (بالإنجليزية: Scanning speech)‏ ويُعرف أيضًا الكلام المتفجر (بالإنجليزية: explosive speech)‏ هو نوع من أنواع عُسر التلفظ، يحدث فيه تقسيم الكلمات المنطوقة إلى مقاطع منفصلة عن بعضها بوقفة ملحوظة، وتُنطق هذه المقاطع بقوة متفاوتة. الجملة «المشي هو ممارسة جيدة»، على سبيل المثال جملة «المشي رياضة جيدة» قد ينطقها المريض على النحو الثالي: المش (وقفة) ي ريا (وقفة) ضة جي (وقفة) دة.
لا يوجد اتفاق عالمي حول تعريف دقيق لهذا المصطلح. فبعض المراجع تتطلب فقط وجود وقفة ملحوظة بين المقاطع، في حين أن البعض الآخر يتطلب تشوهات أخرى في نطق الكلام، مثل نمط التأكيد الغير عادي على بعض الحروف أو المقاطع.